# Classe Danton
Pour les articles homonymes, voir Danton (homonymie).

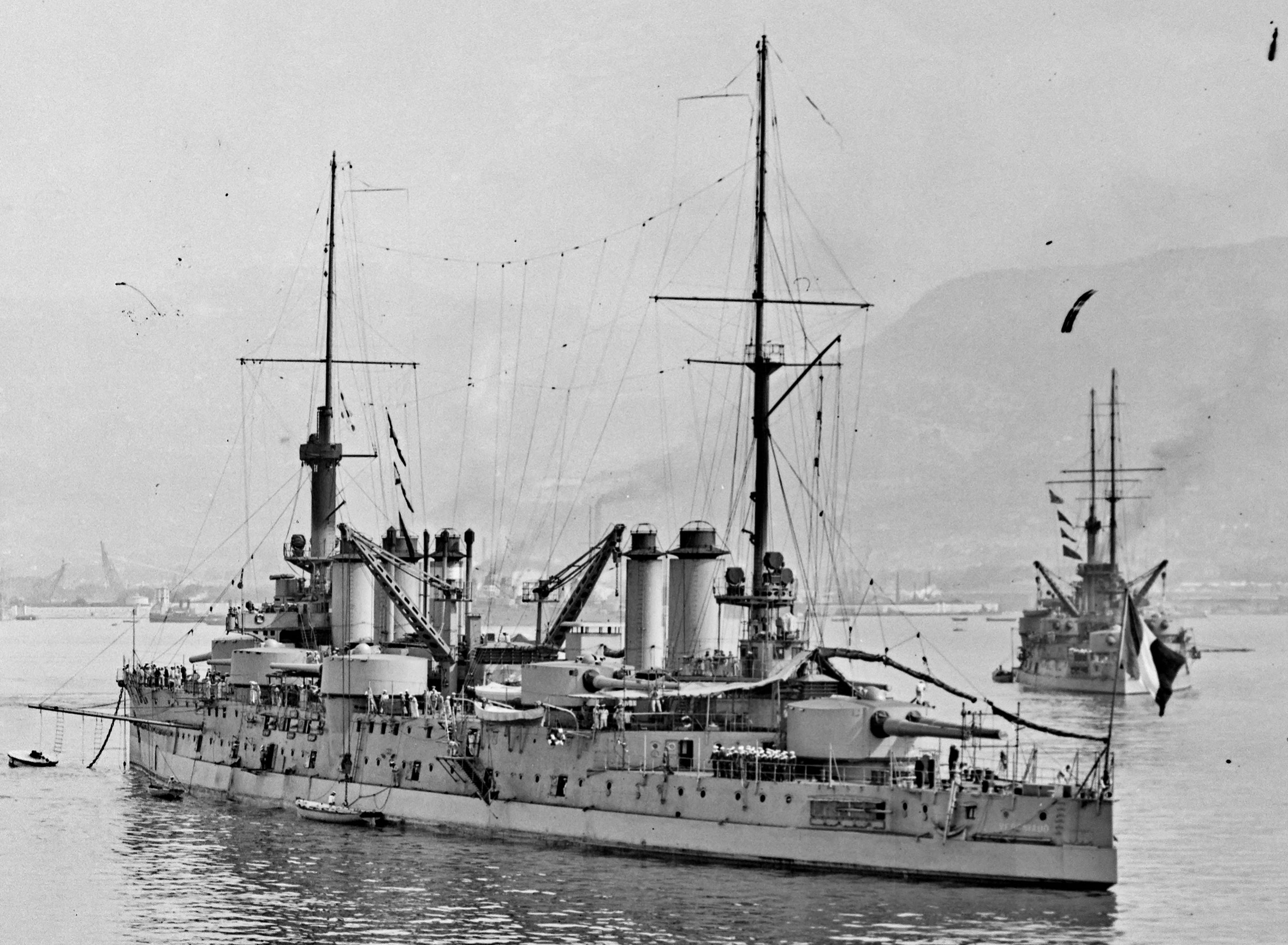
Le Vergniaud en rade de Toulon, en mai 1914.

La Classe Danton fut la 1re classe de cuirassé conçue  dans le cadre d'un vaste programme d'armement naval qui ne fut jamais réalisé, à la suite du déclenchement de la Première Guerre mondiale.
Le plan 1905 de la Marine nationale prévoyait un ambitieux programme qui aurait éventuellement produit, en 1920, 38 cuirassés, 20 croiseurs-cuirassés, 279 escorteurs et torpilleurs et 131 sous-marins.

## Noms des navires
- Voltaire (1909)
- Diderot (1909)
- Condorcet  (1909)
- Danton (1909) - coulé le 19 mars 1917, par un sous-marin, le U-64, en mer Tyrrhénienne
- Mirabeau (1909)
- Vergniaud (1910)

## Caractéristiques
Les navires de cette classe étaient techniquement dépassés au moment de leur mise en service alors que le HMS Dreadnought, avec une artillerie principale qui pouvait tirer de chaque bord avec deux fois plus de pièces avait été mis en service trois ans avant le début de leur construction et devint le standard des cuirassés modernes .
Le Danton qui donna son nom à cette classe fut mis en chantier en 1909, neuf mois seulement après la mise en service des cuirassés pré-Dreadnought Lord Nelson britanniques. Bien que très différents de ces derniers, les Danton avaient avec eux une certaine ressemblance par leur artillerie secondaire sur tourelle qui était d'un plus gros calibre et d'un seul type de canon.
D'une longueur et d'une largeur supérieures, les bâtiments français embarquaient 3 tourelles secondaires de chaque bord.
Ils furent les premiers navires français à être équipés de turbines Parsons, qui entraînaient quatre arbres d'hélice. La puissance était de 30 % supérieure à celle des navires de la classe Liberté qui les avaient précédés. La fumée de leur vingt-six chaudières à charbon s’échappait par cinq cheminées qui se présentaient en deux groupes.
D’une conception plus sobre que les premiers cuirassés français, les Danton gardaient l’étroite ceinture cuirassée renforcée par un compartimentage très serré.

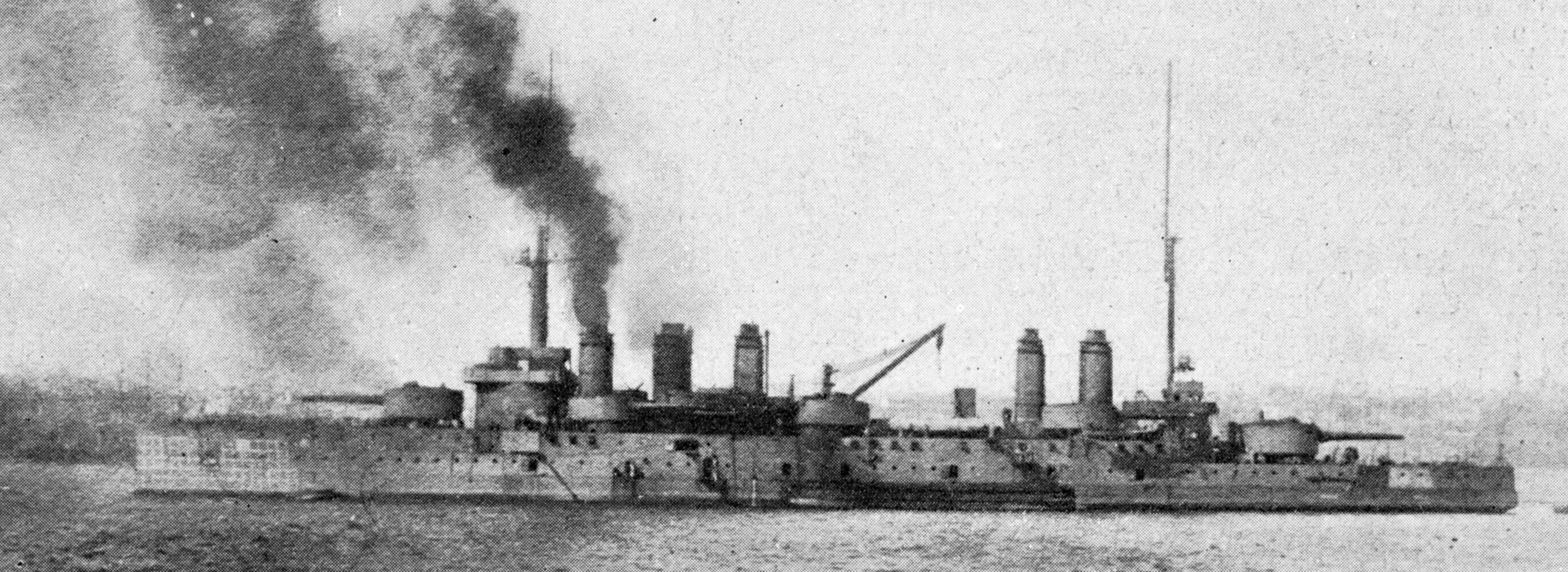
Le Diderot en 1911.

## Historique
Cette dernière caractéristique fit la preuve de son utilité quand le Danton fut sérieusement endommagé par les torpilles du U-64 le 19 mars 1917 ; 800 membres de l’équipage purent être évacués avant qu'il ne coule au large du sud de la Sardaigne. L'épave a été retrouvée en février 2009 lors d'études sur le tracé d'un gazoduc, aux coordonnées géographiques suivante 38° 45,3511′ N, 8° 03,3043′ E à environ 1 000 mètres de profondeur.
Le Voltaire fut aussi touché par une torpille et endommagé par l'explosion prématurée d'une autre, lancées par le UB-48 mais il parvint à regagner Bizerte.
Le Condorcet, le Diderot et le Voltaire connurent de nombreuses années de service. Le Voltaire servit de navire cible à partir de 1937, avant d'être démoli après guerre. Le Diderot fut mis à la ferraille à la fin des années 1930 et le Condorcet, retiré du service depuis 1935 puis désarmé en 1939, servit de navire-caserne et navire-école à Toulon. Sans valeur militaire, il ne fut pas sabordé par la Marine française en novembre 1942 lors du passage des troupes allemandes en zone libre.